# Kruiskruidroest
De kruiskruidroest (Puccinia glomerata) of Australische composietenroest (voorheen: Puccinia lagenophorae) is een autoecische roest die behoort tot de familie Pucciniaceae. De schimmel is een biotrofe parasiet. Hij infecteert kruiskruid. De kruiskruidroest komt voor in Europa en het westen van Noord-Amerika. In Nederland is de roest uiterst zeldzaam.
Alleen aecia en kastanjebruine telia zijn van kruiskruidroest bekend. Ze zitten overwegend op de onderkant van het blad en op de stengels. De tweecellige, ellipsoïde, goud- tot kastanjebruine teliosporen zijn 23–41 × 14–27 µm groot en breken van de steel af. De steel is kleurloos.